# Черкесы в Сирии
Черкесы в Сирии (черк. Сирием ис адыгэхэр) — диаспора адыгов (черкесов), около 160 тыс. граждан Сирии, одно из малых этнических меньшинств.

## История
Вся черкесская диаспора в Сирии представляет собой потомков мухаджиров (иммигрантов) с Кавказа, покинувших родину (Кавказ) после поражения в Русско-Кавказской войне (1763—1864).
В 1884 г. русский путешественник А. Елисеев писал:

«Черкесы все таки сильно скучают по своей родине и вспоминают о родных горах. Эти дорогие воспоминания, связанные с Кавказом, вероятно, и были причиной того, что эти отчаянные джигиты и головорезы принимали скромного русского путешественника с таким почетом и радушием, что нельзя было не верить их искренности»
Нижегородский учёный А. А. Камраков, изучавший особенности развития черкесской диаспоры на Ближнем Востоке, сделал нижеследующие выводы :

С начала младотурецкой революции положение черкесов заметно ухудшается, а их образ в глазах местного населения становится все более и более мрачным в силу того, что младотурки отводили им роль карательного инструмента в своей политике отуречения полиэтничного населения империи. Со времени введения мандатной системы в жизни переселенцев наступает новый этап, связанный с их адаптацией к новым условиям. Несмотря на то что их до сих пор считали защитниками турок, в черкесской среде появились проарабская и проевропейская партии. Многие черкесы шли на службу к мандатным властям и участвовали в подавлении партизанских движений. Однако на последующих этапах приоритет перешел к проарабской партии — после Второй мировой войны большинство черкесов уже поддерживало национально-освободительное движение арабов.
С момента обретения независимости Сирией и другими арабскими государствами в истории диаспоры наметился новый этап. Черкесы стали служить в армии независимой Сирии и даже принимали участие в арабо-израильских войнах. По некоторым данным, в 1965 году они составляли 2/3 рядового состава и значительную часть офицерского корпуса.
Черкесская диаспора в Сирии насчитывает в настоящее время около 80 тысяч человек и состоит из адыгейцев, кабардинцев, дагестанских народов, вайнахов, абхазов и осетин. Представители диаспоры объединяются вокруг Черкесского благотворительного общества и целого ряда других общественных организаций, которые начали создаваться ещё в период 1920-х гг. с целью сохранения их традиционных ценностей. В уставах черкесских обществ говорилось и о том, что они создаются в том числе для поддержания сплоченности общин в условиях обилия локальных конфликтов с представителями местных племен и этноконфессий (бедуины, друзы).
В 1927 году в городе Эль-Кунейтра впервые было организовано Черкесское общество содействия просвещению и культуре. Оно имело собственную типографию и выпускало общественно-политическую газету на нескольких языках. Благодаря деятельности указанных центров в диаспоре сохраняется традиционная идентичность, сплачивающая черкесов и служащая залогом перспективного развития их общин.— Камраков А.А. Особенности развития черкесской диаспоры на Ближнем Востоке
В 2008 году израильский интернет-сайт IzRus сообщил, что у черкесов, живущих в Израиле, осевших в Галилее в конце 1860-х, в подавляющем большинстве есть родственники в Сирии, так как до 1967 года на Голанских высотах существовали 12 черкесских деревень, население которых в результате Шестидневной войны (когда район был занят Израилем) бежало в Сирию. По данным IzRus, численность черкесов в Сирии достигает 160.000 человек.
В результате гражданской войны сирийские черкесы оказались на грани уничтожения. Часть из них стали беженцами в Турции и Иордании. Репатриация на Родину — в адыгские республики России в настоящее время невозможна в связи с позицией руководства республик: нейтральной прохладной в КЧР и Адыгее и резко негативной в КБР, где с приходом Ю. А. Кокова прекратилась всяческая поддержка сирийских черкесов на республиканском уровне.

### Адыги (черкесы), которые вошли в историю Сирии
- Анзор Джевад — 1900, адыг (кабардинец) — герой Сирии, его именем названа школа и улица в г. Дамаске.
- Мамдух Хамбди Абаза (1932—1982) — национальный герой Сирии, начальник ВВС Сирии
- Амин Самгуг (1900—1953) — гос. и полит. деятель Сирии, просветитель и историк
- Абаза Мамдух Хамди (Маршан) — генерал-лейтенант, начальник генштаба ВВС Сирии. Активный участник арабо-израильских войн, отмечен высшими наградами САР, иностранными орденами и медалями.
- Омар Фахри (Тлеуж) — гос. деятель Сирии, участник арабо-израильской войны 1948-49, начальник полиции Сирии, военный атташе в Турции и Швейцарии.
- Хизмет Хапишт Мухамед-Али (1900-69) — адыг из рода «Стае» — гос. деятель Сирии, генерал внутренних войск, начальник полиции Сирии.